# David di Donatello al millor director estranger
El premi David di Donatello al millor director estranger (en italià: David di Donatello per il miglior regista straniero) és un premi de cinema que va atorgar l'Acadèmia del Cinema Italià (ACI, Accademia del Cinema Italiano) per reconèixer al millor director de cinema no italià. El premi es va donar per primera vegada el 1966 i es va deixar de donar el 1990.

John Huston, guanyador per primer cop del premi

## Guanyadors
Els guanyadors del premi han estat:

### Anys 1966-1969
- 1966: John Huston - La Bibbia
- 1967: David Lean - Doctor Jivago
- 1968: Richard Brooks - A sang freda
- 1969: Roman Polański – La llavor del diable

### Anys 1970-1979
- 1970: John Schlesinger - Cowboy de mitjanit (Midnight Cowboy)
- 1971: Claude Lelouch – El trinxeraire (Le Voyou)
- 1972: John Schlesinger - Diumenge, maleït diumenge (Sunday Bloody Sunday)
- 1973: Bob Fosse - Cabaret (Cabaret)
- 1974: Ingmar Bergman – Crits i murmuris (Viskningar och rop)
- 1975: Billy Wilder – The Front Page
- 1976: Miloš Forman - Algú va volar sobre el niu del cucut (One Flew Over the Cuckoo's Nest)
- 1977: Akira Kurosawa - Dersu Uzala (Dersu Uzala)
- 1978: Herbert Ross - La noia de l'adéu (The Goodbye Girl) ex aequo Ridley Scott – Els duelistes (The Duellists)
- 1979: Miloš Forman - Hair (Hair)

### Anys 1980-1989
- 1980
  - Francis Ford Coppola - Apocalypse Now
- 1981
  - Akira Kurosawa - Kagemusha (影武者 - Kagemusha)
  - Pál Gábor - Angi Vera
  - Martin Scorsese - Toro salvatge (Raging Bull)
- 1982
  - Margarethe von Trotta – Les germanes alemanyes (Die bleierne Zeit)
  - István Szabó - Mephisto
  - Warren Beatty – Rojos
- 1983
  - Steven Spielberg - ET, l'extraterrestre (E.T. the Extra-Terrestrial)
  - Blake Edwards - Víctor, Victòria
  - Costa Gavras - Missing
- 1984
  - Ingmar Bergman - Fanny i Alexander (Fanny och Alexander)
  - Woody Allen - Zelig
  - Andrzej Wajda - Danton
- 1985
  - Miloš Forman - Amadeus
  - Sergio Leone - Hi havia una vegada a Amèrica (Once Upon A Time In America)
  - Roland Joffé - Els crits del silenci (The Killing Fields)
- 1986
  - Akira Kurosawa - Ran (乱 - Ran)
  - John Huston – L'honor dels Prizzi (Prizzi's Honor)
  - Sydney Pollack - Out of Africa
  - Emir Kusturica - El pare en viatge de negocis (Otac na službenom putu)
- 1987
  - James Ivory - Una habitació amb vista (A Room with a View)
  - Luis Puenzo - La historia oficial
  - Alain Cavalier - Thérèse
- 1988
  - Louis Malle - Au revoir les enfants
  - Stanley Kubrick - Full Metal Jacket
  - John Huston – Els dublinesos (The Dead)
- 1989
  - Pedro Almodóvar - Mujeres al borde de un ataque de nervios
  - Barry Levinson - Rain Man
  - Woody Allen – Una altra dona (Another Woman)

### Any 1990
- 1990 - Louis Malle per Milou en mai